# Аммонизация воды
Аммонизация воды — комбинированный метод очистки сырой воды, суть которого заключается в обработке водных масс аммиаком или солями аммония в комбинации с хлорированием. Применяется для закрепления эффекта активного хлора, продления обеззараживающего эффекта и предотвращения образования в водной среде хлорорганических соединений, придающих питьевой воде крайне неприятные привкусы и запахи. В зависимости от конечных целей аммонизация может быть использована как перед хлорированием (преаммонизация), так и сразу после него (постаммонизация). При этом, продолжительность бактерицидного эффекта определяется соотношением количеств истраченного хлора и аммиака.